# 全国中学校高等学校女子ラクロス選手権大会
全国中学校高等学校女子ラクロス選手権大会（ぜんこくちゅうがっこうこうとうがっこうラクロスせんしゅけんたいかい）は、全国中学校高等学校女子ラクロス連盟が主催するラクロスの全国大会である。2009年に第1回大会が開催された。最多優勝は、東京成徳大学高等学校の5回である。

## 歴代優勝校
| 回     | 年度   | 優勝                                         |
| ------ | ------ | -------------------------------------------- |
| 第1回  | 2009年 | 東京成徳大学高等学校                         |
| 第2回  | 2010年 | 東京成徳大学高等学校                         |
| 第3回  | 2012年 | 桐蔭学園中学高等学校                         |
| 第4回  | 2013年 | 同志社高等学校                               |
| 第5回  | 2014年 | 東京成徳大学高等学校                         |
| 第6回  | 2015年 | 日本大学高等学校・中学校                     |
| 第7回  | 2016年 | 横浜市立東高等学校                           |
| 第8回  | 2017年 | 東京成徳大学高等学校                         |
| 第9回  | 2018年 | 同志社高等学校                               |
| 第10回 | 2019年 | 日本大学高等学校・中学校                     |
| 第11回 | 2020年 | 新型コロナウイルス感染症の影響により大会中止 |
| 第12回 | 2021年 | 新型コロナウイルス感染症の影響により大会中止 |
| 第13回 | 2022年 | 東京成徳大学高等学校                         |